# Automatiseren (didactiek)

Ezelsbruggetjes kunnen helpen om kennis vlot op te halen

Automatiseren of inoefenen is memorisering van standaardprocedures die rechtstreeks naar een oplossing voeren en zonder lang nadenken uitgevoerd kunnen worden. 

## Automatiseren als onderdeel van het leerproces
Een vaardigheid als letterherkenning is geautomatiseerd als de letter binnen 5 seconden wordt herkend. Als dit binnen 2 seconden lukt, is de vaardigheid gememoriseerd. Op de basisschool is het belangrijk dat kinderen leren automatiseren. Gedurende het proces van automatisering doen zich geleidelijke veranderingen voor:
- Stap voor stap en bewust aanpakken van een opgave → direct weten van tussen- en eindproduct;
- Langzaam → geoefend en snel;
- Geïsoleerd → gecombineerd met of geïntegreerd in andere vaardigheden.

## Oefening baart kunst
Tijdens het proces naar het automatiseren toe is de aandacht voor toepassing en inzicht vaak naar de achtergrond verschoven. Dat kan soms nodig zijn, omdat toepassing en inzicht pas kunnen volgen nadat er aan een aantal voorwaarden is voldaan. Zo kan een vreemde taal pas goed worden gesproken als er een goede beheersing van de woorden is. Als de basisvaardigheden goed worden beheerst, ontstaat er inzicht in de samenhang en complexiteit van de te leren vaardigheid.
Er zijn veel voorbeelden van zaken die door veel oefenen geautomatiseerd kunnen worden: de letters van het Griekse alfabet, de tafel van zeven of de vocabulaire van een nieuwe vreemde taal moet uit het hoofd geleerd worden voordat de onderliggende complexiteit gezien en begrepen kan worden.

## Van dubbeltje tot kwartje
Topsporters en talentvolle musici besteden een groot gedeelte van hun tijd aan het verder automatiseren van specifieke vaardigheden, zoals bijvoorbeeld het nemen van vrije trappen of het goed kunnen aanslaan van een akkoord.
Talent is niet noodzakelijk om tot uitzonderlijke prestaties te komen, uitblinkers steken gewoon veel meer tijd in hun ambitie dan mensen die minder ver komen. Om tot uitzonderlijke prestaties te komen is het nodig om meer te oefenen dan andere mensen. Doorgaans is 10.000 uur oefenen nodig om jezelf te onderscheiden van anderen.

## Ezelsbruggetjes
Soms helpt het om zelf een alternatieve structuur aan te brengen die helpt met het onthouden, zoals gebeurt met ezelsbruggetjes. Bij het uit het hoofd leren van gedichten en liederen kan het gebruik van rijm een hulp zijn om toch een verband in de tekst aan te brengen.

## Kritiek
Aanhangers van het sociaal-constructivisme hebben kritiek op het automatiseren als didactiek. Zij gaan ervan uit dat leerlingen hun eigen kennis construeren. Het inoefenen van tafels of woordrijtjes wordt door hen gezien als een activiteit die niet inspirerend en creatief is.

## Trivia
- Scott Flansburg kan extreem snel de uitkomsten van complexe bewerkingen uit zijn hoofd uitrekenen en wordt daarom ook wel de menselijke rekenmachine genoemd.[3]